# Pilot Cosmonauta de la Unió Soviètica
La insígnia de Pilot Cosmonauta de la Unió Soviètica (rus: Лётчик-космонавт СССР; transliterat Lyotchik-kosmonavt SSSR) és una insígnia soviètica, creada mitjançant Decret de la Presidència del Soviet Suprem de l'URSS el 14 d'abril de 1961 i atorgada a tots els cosmonautes soviètics que hagin realitzat un vol al cosmos.
S'atorgava en acabar el primer vol espacial. No hi havia classes segons els vols espacials que es realitzessin.
Juntament amb la medalla es rebia un diploma de la Presidència del Soviet Suprem.
En total va ser concedida a 70 astronautes.

## Disseny
Una medalla pentagonal. Al centre apareix el globus terraqüi, amb l'URSS ressaltada en esmalt vermell. Al voltant apareixen diverses naus amb les seves òrbites. A la part superior apareix la inscripció ЛEТЧИК-КОСМОНАВТ (Pilot Cosmonauta) i a la inferior CCCP (URSS). Als costats inferiors hi ha dues branques de llorer.
Penja d'un galó rectangular vermell.

## Receptors

### 1960

#### 1961
- Iuri Gagarin
- Gherman Titov

#### 1962
- Andrian Nikolaiev
- Pavel Popovitx

#### 1963
- Valeri Bikovski
- Valentina Tereixkova

#### 1964
- Boris Iegorov
- Vladímir Mikhailovitx Komarov
- Konstantin Feoktistov

#### 1965
- Pavel Beliaiev
- Alexei Leónov

#### 1968
- Georgi Beregovoi

#### 1969
- Anatoli Filiptxenko
- Víktor Gorbatko
- Aleksei Ieliseiev
- Ievgeni Khrunov
- Valeri Kubàsov
- Vladislav Vólkov
- Boris Volinov
- Vladímir Xatalov
- Georgi Xonin

### 1970
- Vitali Sevastianov

#### 1971
- Nikolai Rukavixnikov

#### 1973
- Piotr Klimuk
- Vassili Làzarev
- Valentín Lébedev
- Òleg Grigorievitx Makarov

#### 1974
- Iuri Artiukhin
- Lev Diomin
- Guennadi Sarafànov

#### 1975
- Georgi Gretxko
- Aleksei Gúbarev

#### 1976
- Vladímir Aksionov
- Vitali Jolobov
- Viatxeslav Zudov
- Valeri Rojdestvenski

#### 1977
- Iuri Glazkov
- Vladímir Kovalionok
- Valeri Riumin

#### 1978
- Vladímir Djanibekov
- Aleksandr Ivantxenkov
- Iuri Romanenko

#### 1979
- Vladímir Liakhov

### 1980
- Leonid Kizim
- Iuri Malixev
- Leonid Popov
- Guennadi Strekalov

#### 1981
- Víktor Savinikh

#### 1982
- Anatoli Berezovoi
- Svetlana Savítskaia
- Alexandr Serebrov

#### 1983
- Aleksandr Pavlovitx Aleksandrov
- Vladímir Titov

#### 1984
- Òleg Atkov
- Ígor Volk
- Vladímir Alekseyevitx Soloviov

#### 1985
- Vladímir Vasiutin
- Alexander Alexandrovitx Volkov

#### 1987
- Alexander Viktorenko
- Aleksandr Laveikin
- Anatoli Levtxenko

#### 1988
- Musa Manarov
- Anatoli Soloviev

#### 1989
- Serguei Krikaliov

### 1990
- Aleksandr Balandin

#### 1991
- Anatoli Artsebarski
- Toktar Aubakirov
- Víktor Afanàssiev
- Guennadi Manakov

Els cosmonautes Georgi Dobrovolski i Víctor Patsaev van morir el 1971 durant el primer vol i no la van rebre.